# Olympische Winterspiele 1948/Winter-Pentathlon
Bei den VI. Olympischen Winterspielen von 1948 in St. Moritz wurde zum einzigen Mal ein Wettkampf im Winter-Pentathlon als Vorführungswettbewerb bzw. Demonstrationsbewerb ausgetragen.

## Winter-Pentathlon
Der Bewerb setzte sich aus den Disziplinen 10 km Skilanglauf, Pistolenschießen mit 4 × 5 Schuss auf 25 m, Abfahrtslauf, Degenfechten und Geländeritt im Schnee zusammen und galt als winterliche Entsprechung des Modernen Fünfkampfs, der an fünf aufeinanderfolgenden Tagen ausgetragen wurde.
Die Wertung erfolgte nach Platzziffern. Der Sieger jeder Disziplin bekam einen Punkt, die weiteren Athleten jeweils die ihrer Platzzahl entsprechenden Punkte. Konnte ein Starter eine Disziplin nicht beenden, so wurde er in diesem Teilwettbewerb als Letzter mit der Punktezahl gewertet, die der Anzahl der Starter in dieser Disziplin entsprach. Die Punkte der Disziplinenwertungen wurden zusammengezählt und der Sportler mit den wenigsten Punkten zum Sieger erklärt.

## Teilnehmerfeld und Verlauf
Das Teilnehmerfeld umfasste nur vierzehn Athleten, elf davon konnten den Wettbewerb zu Ende bringen. Bei der dritten Disziplin, dem Abfahrtsrennen, kam es zu schweren Unfällen und drei Starter konnten zum Fechten und Reiten nicht mehr antreten. Obwohl von den im Wettbewerb verbliebenen Athleten der Österreicher Grießler und der Schweizer Schriber beim abschließenden Geländeritt im Schnee aufgeben mussten und jeweils mit elf Punkten gewertet wurden, konnten sie sich noch in der Gesamtwertung platzieren.

### Ablauf des Bewerbs
Der Fünfkampf begann am 31. Januar sofort im Anschluss an den 18-km-Langlauf, wobei sich 13 Athleten auf die 10-km-Langlaufstrecke begaben. Der englische Major Legard musste wegen Erkrankung verzichten. Erster Starter war Gustaf Lindh, und hätte er nicht das Handicap des Erststartenden gehabt, wäre wohl er Tagessieger geworden – alle 4 Schweden teilten sich die ersten 4 Plätze. Auf Rang 5 kamen nicht (wie erwartet) ein Finne oder Schweizer, sondern Grießler (AUT). Die Schweizer liefen ausgeglichen, standen jedoch den Nordländern in puncto Schnelligkeit klar zurück. Die Engländer, deren Trainingsrückstand groß war, kamen nicht an die Zeiten der übrigen Teilnehmer heran.

Am Sonntagmorgen, 1. Februar, begann das Schießen. Schon gegen Ende der ersten Fünfergruppe kam ziemlich dichter Nebel auf, was auf die Resultate drückte. Lindh ließ sich davon nicht beeindrucken, in ruhiger Sicherheit absolvierte er seine Serien und kam auf 194 Punkte. Erst nach der Mittagsstunde kamen Egnell und Grut an die Reihe, die mit 193 und 191 Punkten knapp an die Marke ihres Kameraden heran kamen. Ein Unglücksfall ereignete sich in weiterem Verlauf durch Bertil Haase, bei dem sich beim Hantieren mit der Waffe ein Schuss löste und den seitlich hinter seinem Stand stehenden St. Moritzer Polizisten namens Barth, der die Kontrolle ausübte, in den Schenkel traf. Der Sanitätsdienst klappte gut, der Verletzte konnte gleich ins Spital gebracht werden. Seelenruhig gab Haase seine letzte Passe ab und kam auf 20 Treffer und 186 Punkte.

Bei den Schweizern begann Schriber mit einem Fehlschuss in der 2. Serie, was ihn (und auch Vincenzo Somazzi) mehrere Rangpunkte kostete. Auch Rumpf begann schwach, Vollmeier schoss wacker, aber kam auf nur wenige Zehner.

Den Abschluss bildete am 4. Februar das Reiten. Wiederum waren die Schweden eine Klasse für sich. Bei ziemlich warmen Wetter nahmen nur mehr 11 Teilnehmer auf der 3000-m-Steeple-Bahn mit ca. 20 Hindernissen den Wettkampf auf. Von den Schweizern musste Hptm. Schriber aufgeben, weil infolge eines Sturzes die Trense seines Zaumes gerissen war; auch Lt. Rumpf kam zu Fall, konnte aber das Ziel erreichen. Im Klassement war Lindh in 8:30,8 vor Grut in 8:51,8 (beide erhielten 100 Punkte) und Allhusen in 9:03,0 mit 98,5 Punkten voran. Es folgten Haase 8:45,0 (92 P), Somazzi 9:18,8 (90,5 P), Legard 9:28,6 (85,5 P), Walker 9:48,2 (72,5 P), Willoughby 9:50.6 (66,5), Rumpf 10:31,4 (43 P). Auch Grießer schied aus.

### Aufnahme ins Olympiaprogramm
Ebenso wie bei der Militärpatrouille setzte sich auch das Teilnehmerfeld im Winter-Pentathlon ausschließlich aus Militärangehörigen zusammen. Der Winter-Pentathlon kämpfte in direkter Konkurrenz zum Militärpatrouillenlauf um die Aufnahme ins offizielle Programm der Olympischen Winterspiele, vermochte aber weder die Funktionäre noch das Publikum zu überzeugen und wurde in dieser Form nie mehr durchgeführt. Das IOC ließ alle Pläne bezüglich eines modifizierten Winter-Pentathlons fallen.

## Ergebnisse
| Platz | Land | Sportler                   | Skilanglauf | Schießen | Abfahrt | Fechten | Reiten | Gesamt |
| ----- | ---- | -------------------------- | ----------- | -------- | ------- | ------- | ------ | ------ |
| 1     | SWE  | Gustaf Lindh, Fourier      | 2           | 1        | 6       | 4       | 1      | 14     |
| 2     | SWE  | William Grut, cdt.         | 3           | 3        | 4       | 3       | 2      | 15     |
| 3     | SWE  | Bertil Haase, Fourier      | 1           | 5        | 1       | 6       | 4      | 17     |
| 4     | SUI  | Vincenzo Somazzi, plt.     | 8           | 9        | 2       | 1       | 5      | 25     |
| 5     | SUI  | Hans Rumpf, Lt.            | 9           | 4        | 3       | 1       | 9      | 26     |
| 6     | GBR  | Derek Allhusen, maj.       | 11          | 8        | 11      | 11      | 3      | 44     |
| 7     | AUT  | Peter Grießler, sdt.       | 5           | 12       | 7       | 10      | 11     | 45     |
| 8     | SUI  | Hans Schriber, cdt.        | 10          | 10       | 10      | 4       | 11     | 45     |
| 9     | GBR  | John Walker, cdt.          | 12          | 13       | 9       | 6       | 7      | 47     |
| 10    | GBR  | Charles Percy Legard, maj. | 14          | 11       | 8       | 9       | 6      | 48     |
| 11    | GBR  | Maurice Willoughby, maj.   | 13          | 14       | 13      | 6       | 8      | 54     |
| 12    | SWE  | Claes Egnell, cdt.         | 4           | 2        | 5       | DNF     | DNF    | DNF    |
| 13    | FIN  | Viktor Platan, cdt.        | 6           | 7        | 12      | DNF     | DNF    | DNF    |
| 14    | SUI  | Josef Vollmeier, cdt.      | 7           | 6        | 14      | DNF     | DNF    | DNF    |